# Списак места Светске баштине у Венецуели
Организација Уједињених нација за образовање, науку и културу (УНЕСKО) означава и штити локалитете светске баштине. Ови локалитети су од изузетне универзалне вредности, као културна или природна баштина. Локалитете номинују земаље потписнице Конвенције о Светској баштини УНЕСКО-а, установљене 1972. године. Културно наслеђе се састоји од споменика (као што су архитектонска дела, монументалне скулптуре или натписи), групе зграда и локалитета (укључујући археолошка налазишта). Природне карактеристике (које се састоје од географских и биолошких формација), геолошке и физиографске формације (укључујући станишта угрожених врста животиња и биљака) и природни локалитети који су важни са становишта науке, очувања или природне лепоте, дефинишу се као природне наслеђе. Боливарска Република Венецуела је прихватила конвенцију 30. октобра 1990. године. У земљи постоје три локалитета светске баштине, а још три су на прелиминарној листи.
Први заштићени локалитет у Венецуели био је Коро и припадајућа лука, 1993. године. Локалитет је наведен као угрожен од 2005. године због штете коју су проузроковале јаке кише претходне године и због изградње нових грађевина које угрожавају интегритет локалитета. Најновији локалитет који је уписан је Универзитетски град Каракас, 2000. године. Коро и Универзитетски град су културна добра, док је Национални парк Канајма, уписан 1994. године, природно добро.

## Списак локалитета
УНЕСКО сврстава локалитете под десет критеријума; сваки локалитет мора да испуњава барем један од критеријума. Критеријуми од I до VI су културни, а од VII до X су природни.
| Локалитет                   | Фотографија                                    | Локација          | Година уписа | УНЕСКО подаци                   | Опис |
| --------------------------- | ---------------------------------------------- | ----------------- | ------------ | ------------------------------- | --- |
| Коро и припадајућа лука     | A church with a blue facade with white columns | Фалкон            | 1993.        | 658; iv, v (култура)            | Коро су основали Шпанци 1527. године као једно од првих колонијалних насеља у региону, град Коро и његова лука, Ла Вела, сачували су свој урбани распоред и бројне историјске зграде. Зграде су грађене техником бахареке (коришћење испреплетаних бамбусових штапова или трске, прекривених блатом), од набоја и ћерпича. Са архитектонске стране, старије зграде су у шпанском и мудехар стилу, док су оне из друге половине XVII века па надаље под утицајем холандског стила. Од 2005. године, локалитет се налази на листи угрожених због оштећења проузрокованих јаким кишама претходне године и због нових градњи које прете интегритету целине. |
| Национални парк Канајма     | A very tall waterfall in tropical setting      | Боливар           | 1994.        | 701; vii, viii, ix, x (природа) | Изузетан део овог националног парка су тепуи, планине са равним врхом или месете, које су формиране током неколико стотина милиона година ерозије. Као последица изолованости, на врховима тепуија живе бројне ендемсе биљне и животињске врсте. Међу многобројним водопадима у парку су и Анђеоски водопади (на фотографији), највиши непрекинути водопад на свету, са вертикалним падом од око 1000 метара. |
| Универзитетски град Каракас | A modernist sculpture and a mural              | Престони дистрикт | 2000.        | 986; i, iv (култура)            | Универзитетски град је саграђен у периоду између 1940. и 1960. године, према пројектима архитекте Карлоса Раула Виљануеве. Комплекс обухвата бројне објекте и уметничке инсталације, укључујући стадион, аудиторијум Аула Магна са скулптуром „Лебдећи облаци” и ботаничку башту. Представља изузетан пример модерне архитектуре, прилагођене тропској клими региона. На фотографији је скулптура „Пастир облака” ( Берже де Нуаж). |

## Прелиминарни списак
Поред локалитета уписаних на листу светске баштине, државе чланице могу да одржавају тентативну листу локалитета, који касније могу да буду размотрени за званичну номинацију и заштиту. Номинације за укључење на списак светске баштине се прихватају само ако је локалитет претходно био наведен на прелиминарној листи. Венецуела је навела три локалитета на својој прелиминарној листи.
| Локалитет                                   | Фотографија                                          | Име места          | Година | УНЕСКО подаци            | Опис |
| ------------------------------------------- | ---------------------------------------------------- | ------------------ | ------ | ------------------------ | --- |
| Град "Ла Гваира"                            | A long historical building with decorations in front | Варгас             | 1999.  | ii, iii, iv, v (култура) | Ла Гваира је основана крајем 16. века као лука Каракаса. Са престоницом је била повезана путем који је постао средиште развоја овог дела земље. У 18. веку подигнуте су утврде како би се град заштитио од пирата. Током 1812. град је погодио земљотрес, након чега је више кућа обновљено у колонијалном стилу. На фотографији је приказана Кућа Гипускоане. |
| Хацијена Чуао (плантажа Чуао)               | Cacao drying square in front of church               | Арагва             | 2002.  | (мешовито)               | Чуао је основан у 16. столећу. Село је окружено плантажама какаа, а производња траје више од 400 година. У почетку су на плантажама радили афрички робови. Њихови потомци и данас живе у селу и негују сопствене традиције кроз фестивале, музику и народне ношње. Неколико зграда из колонијалног периода је сачувано, иако је село претрпело оштећења у разорном земљотресу 1812. године.. |
| Сијудад Боливар у најужем делу реке Ориноко | A city, behind a river with a bridge                 | Боливар, Анзоатеги | 2003.  | (мешовито)               | Номинација обухвата подручје дуж дела где река Ориноко пролази кроз гранитне формације и достиже један од најужих делова свог тока, око 800 метара, у поређењу са просечном ширином од 6 километара. Река је станиште за две врсте речних делфина. Културни живот дуж реке обликовале су заједнице присутне пре Колумбовог открића, као и етничке заједнице настањене од и током колонијалног и републичког периода. Сијудад Боливар, познат као Ангостура до 1846. године, био је важна војна база током процеса стицања независности и има грађевине под утицајем различитих архитектонских стилова. |